# Saint-David
Saint-David è un comune del Canada, situato nella provincia del Québec, nella regione di Montérégie.